# 名鉄デキ110形電気機関車
名鉄デキ110形電気機関車（めいてつデキ110がたでんききかんしゃ）は、1951年（昭和26年）に導入された名古屋鉄道（名鉄）の電気機関車である。デキ110形は東洋紡績（現・東洋紡）が保有する私有機関車であるが、車籍は名鉄にあったほか、実際の運用や保守管理も名鉄によって行われた。
1968年（昭和43年）に東洋紡績から遠州鉄道へ譲渡され、同社の既存形式であるED21形へ編入された。さらに1975年（昭和50年）には福井鉄道へ再譲渡され、同じく既存形式のデキ1形へ編入された。
以下、本項ではデキ110形として導入された電気機関車について詳述する。

## 導入経緯
東洋紡績は同社犬山工場からの製品輸送などを目的に、同工場と名鉄犬山線の木津用水駅を結ぶ専用線を保有していたが、この専用線にて運用する電気機関車1両を東洋電機製造へ発注、1951年（昭和26年）8月にデキ110形111が竣功した。
デキ111は25 t級の凸形車体を備える電気機関車であり、電装品の新製は東洋電機製造が、車体の新製は日本鉄道自動車工業（現・東洋工機）がそれぞれ担当した。

## 車体
全長8,390 mm・全幅2,400 mmの台枠上の中央部に運転室を、運転室前後に主要機器を収納した機械室（ボンネット）をそれぞれ配置した凸形の全鋼製車体を備える。側面は台枠側部が露出し、機械室の枕木方向の幅は運転室に比して狭く、また運転室の側面には側窓と乗務員扉を1か所ずつ、前後妻面には横長形状の前面窓を2枚設置する。運転台は枕木方向に1セットのみ設置されている。
一方の機械室には制御装置・抵抗器など主回路装置が、他方の機械室には電動空気圧縮機 (CP) ・空気溜など空気制動関連の装置がそれぞれ搭載され、抵抗器を収めた側の機械室前面には放熱用の通風グリルが設けられている。
前照灯は前面窓上の妻面幕板部分中央に前後各1灯、後部標識灯は機械室の前面下部に左右1灯ずつ、それぞれ設置する。
この車体外観は、デキ900形など日本鉄道自動車工業が太平洋戦争以前より私鉄各社へ納入した凸形車体の電気機関車各形式との共通点を有する。ただし、デキ111は日本鉄道自動車工業製の凸形電気機関車としては後期の製品に相当するため、車体の組立工法が全溶接工法となるなど、戦前戦中に製造された初期の製品と比較すると相違点が存在する。また、デキ111の主要寸法は、デキ111と同時期に日本鉄道自動車工業が遠州鉄道向けに新製した同社ED21形ED211、および北九州市交通局向けに新製した101号電気機関車などと全く同一である。
その他、機械室前面および運転室側面の切り出し文字板による車番標記は名鉄標準書体であるボールド体のローマン書体としたが、運転室側面の車番標記下にはデキ111の所有者である東洋紡績の社紋が併せて設置された。

## 主要機器
以下、特筆なき限り主要機器はいずれも東洋電機製造製の製品である。
制御装置はES-530-B電動カム軸式間接自動制御器を採用、運転台に搭載されたES-78-A主幹制御器の操作により速度制御を行う。
主電動機はTDK-516/3-E直流直巻電動機を採用、1両あたり4基、全軸へ歯車比4.6 (69:15) にて装架する。名鉄におけるTDK-516系主電動機は戦前よりモ700形・モ750形などにおいて採用実績のある機種で、デキ111への搭載に際しては端子電圧750 V時の定格出力を59.68 kW (= 80 PS)、同定格回転数を920 rpmと公称した。
台車は日本鉄道自動車製のNT-25板台枠式ウィングばね台車を装着する。固定軸間距離は1,800 mm、車輪径は864 mmである。この台車は遠州鉄道ED211に装着された台車と同一構造を採用するが、固定軸間距離など一部設計が異なる。
制動装置はウェスティングハウス・エア・ブレーキ (WABCO) 製のF-1三動弁を用いたAMF自動空気ブレーキを採用する。運転台に搭載されたM-24-C制動弁は、付属する切替コックの操作により、自車にのみ作用する「単弁」相当と編成全体に作用する「貫通制動弁」相当に機能を切り替える機構を備える。
その他、制御装置などの動作用低圧電源として定格出力1 kW・100 Vの直流電動発電機 (MG) を搭載するほか、空気制動装置の動作に用いる圧搾空気供給元としてDH-25電動空気圧縮機 (CP) を搭載する。
連結器は柴田式並形自動連結器を採用、前後の端梁部へ装着し、集電装置は日本国有鉄道（国鉄）制式機種の戦時設計型菱形パンタグラフPS13を乗務員室の屋根部へ1両あたり1基搭載する。

## 運用

### 名鉄在籍当時
導入後は、主に東洋紡績犬山工場より名鉄犬山線経由で国鉄線との貨物中継駅である新鵜沼駅（国鉄鵜沼駅）に至る貨物列車牽引運用に充当された。ただし、デキ111は東洋紡績関連の貨物列車に限定運用されていたのではなく、架線電圧1,500 V昇圧後の犬山地区の支線区などにおいても運用された。
後年、犬山線を含む名鉄の各路線にて自動列車停止装置（M式ATS）が導入された際、デキ111はATSの車上装置の整備対象より除外されて運用を離脱した。また、東洋紡績犬山工場が製品などの輸送をトラック便に切り替えたことにより、デキ111は用途を失い、1968年（昭和43年）5月2日付で名鉄を除籍され、東洋紡績へ返還された。

### 遠州鉄道譲渡後（ED21形ED213）
遠州鉄道は西ヶ崎駅構内における貨車の入換作業用車両として、開業当時に導入した木造電車モハ1形2を充当していた。このモハ2の老朽化が進行したため、同車の代替目的で1968年（昭和43年）12月に東洋紡績よりデキ111を譲り受け、同年12月16日に名鉄三河線の刈谷駅から国鉄線経由で遠州鉄道への受け渡しが行われた。
遠州鉄道の保有路線である西鹿島線は架線電圧750 V仕様であり、使用電圧が名鉄在籍当時の直流1,500 Vより半減することから、導入時の整備に際しては電動発電機 (MG) の改造など降圧対応改造が施工された。その他、運転台側面の社紋が遠州鉄道仕様に交換されたほか、車体の車番標記を名鉄在籍当時は「111」であったものを「211」と改めたが、この社紋プレートと車番の「2」の文字板は、いずれも代替廃車となるモハ2より流用したものであった。
211号機は翌1969年（昭和44年）1月よりモハ2に代わって運用を開始した。ただし、この時点では管轄省庁の設計認可が下りていなかったことから暫定的に無車籍の移動機械扱いにて運用した。
同年5月の設計認可と同時に正式に入籍し、形式は同社保有の電気機関車であるED21形に編入され、記号番号は既存車両の続番となるED213が付与された。この際、車体の車番表記も「213」と改められ、車番標記に用いる文字板は他のED21形と同様にゴシック書体のものに全て交換された。
導入後はモハ2と同様、主に西ヶ崎駅構内における貨車の入換作業を中心に運用された。もっとも、ED213が導入された当時は既に西鹿島線における貨物輸送は縮小傾向にあり、既存の電気機関車各形式も余剰気味となっていたため、運用機会は少なかった。
その後、ED213は1975年（昭和50年）3月に福井鉄道に貸与され、同年8月に正式譲渡された。

### 福井鉄道譲渡後（デキ1形3）

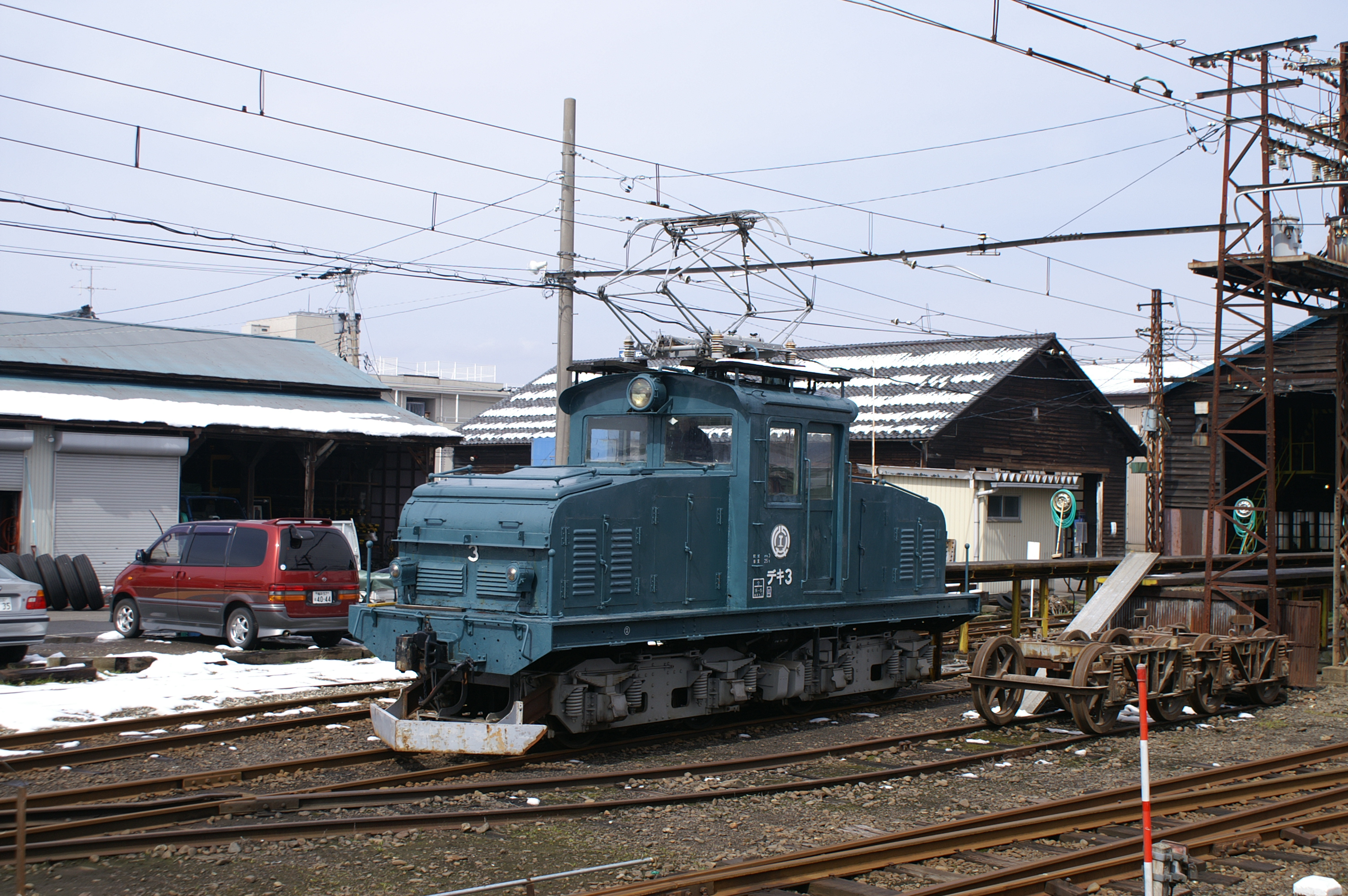
構内入換機として稼動するデキ3
（西武生工場 2007年3月）

福井鉄道は、同社南越線の貨物列車牽引に本来旅客用車両であったモハ110形111を電気機関車代用として充当していたが、モハ111は1975年（昭和50年）に事故によって大破し、廃車となった。このため、福武線所属の電気機関車デキ1形1を急遽南越線に転属させてモハ111の代替とするとともに、デキ1の補充となる福武線の貨物列車牽引に供する電気機関車として、1975年（昭和50年）3月25日付認可で遠州鉄道よりED213の貸与を受けた。
入線当初は、車体側面に設置された社紋を福井鉄道仕様に交換した程度で、記号番号もED213のまま運用された。同年8月6日付認可で遠州鉄道より正式に譲渡され、同時に運転台の機器配置を従来の枕木方向に1セットのみ設置した形態から、前後妻面に各1セット設置する形態に改造した。記号番号はデキ3と改められ、既存形式であるデキ1形に編入された。
福武線の貨物輸送は1984年（昭和59年）2月に廃止され、その後のデキ3は大型の排雪板（ラッセルヘッド）を車体前後に通年装備し、冬季の除雪用車両として運用された。ただし、同用途にはデキ10形11が主に充当されたことから、予備機として位置付けられたデキ3の運用機会は極めて限定され、1990年代には事実上休車状態となった。
その後、1998年（平成10年）に西武生駅（現・北府駅）に隣接する車両工場の構内入換機であったデキ2形2が主要機器の不調から運用を離脱したため、デキ2に代わる構内入換機として同年再整備が実施され、前後の大型排雪板と取付ステーを撤去して運用に復帰した。
デキ3は2014年（平成26年）3月31日現在も車籍を有し、主に工場構内の入換機として運用された。
2023年（令和5年）に改修工事が行われ、同年12月16日にはこれを記念した撮影会が実施される予定である。